# Alliance Ndiba
Alliance Ndiba, née le 25 septembre 1999, est une joueuse congolaise (RDC) de basket-ball évoluant au poste de pivot.

## Carrière
Elle participe avec l'équipe de République démocratique du Congo au Championnat d'Afrique féminin de basket-ball 2019, terminant à la sixième place. Elle est médaillée de bronze en basket-ball à trois aux Jeux africains de 2019.
Elle évolue en club au BC Vita Club.